# Orthetrum sabina
Orthetrum sabina е вид водно конче от семейство Libellulidae. Видът не е застрашен от изчезване.

## Разпространение
Разпространен е в Австралия (Западна Австралия, Куинсланд, Нов Южен Уелс и Северна територия), Азербайджан, Алжир, Армения, Афганистан, Бангладеш, Бахрейн, Бруней, Бутан, Виетнам, Грузия (Абхазия), Гърция, Египет (Синайски полуостров), Еритрея, Етиопия, Йемен (Северен Йемен, Сокотра и Южен Йемен), Израел, Източен Тимор, Индия (Асам, Бихар, Западна Бенгалия, Мегхалая, Пенджаб, Трипура, Утар Прадеш, Утаракханд и Химачал Прадеш), Индонезия (Бали, Калимантан, Малки Зондски острови, Малуку, Папуа, Сулавеси, Суматра и Ява), Йордания, Ирак, Иран, Казахстан, Камбоджа, Катар, Кипър, Китай (Гуандун, Гуанси, Съчуан, Фудзиен, Хайнан, Хубей и Юннан), Кувейт, Лаос, Либия, Ливан, Малайзия (Западна Малайзия, Сабах и Саравак), Мианмар, Микронезия, Непал, Нова Каледония, Обединени арабски емирства, Оман, Пакистан, Папуа Нова Гвинея, Провинции в КНР, Русия, Самоа, Саудитска Арабия, Сингапур, Сирия, Соломонови острови, Сомалия, Судан, Таджикистан, Тайван, Тайланд, Тунис, Туркменистан, Турция, Узбекистан, Филипини, Хонконг, Чад, Шри Ланка и Япония.

## Описание
Популацията на вида е стабилна.